# القيامة (فلم 1909)
القيامة (بالإنجليزية: Resurrection) هو فيلم أبيض وأسود صامت أمريكي قصير أنتج عام 1909 من إنتاج شركة بيوغراف مبني على رواية البعث للكاتب ليو تولستوي التي صدرت عام 1899. وقد قام فرانك إي وودز بتكييف الفيلم للسينما، وأخرجه ديفيد غريفيث، شارك في بطولته العديد من أساطير السينما الأمريكية الرائدة مثل آرثر في جونسون، وفلورنس لورانس، وماريون ليونارد، وأوين مور، وماك سينيت، وليندا أرفيدسون التي كانت زوجة غريفيث الأولى.

## ملخص الفيلم
تبدأ القصة بعودة الأمير ديمتري إلى منزله، حيث يلتقي بالخادمة كاتوشا، وهي فتاة فلاحية جميلة بريئة، فيسحره جمالها على الفور دون قصد. كما أنها معجبة بسلوكه النبيل، وتغريها اهتماماته الصغيرة، حتى أنها في النهاية لم تعد قادرة على مقاومة تقدمه ولكن الفتاة المسكينة تواجه مصيرها المعتاد ولم يعد من الممكن الارتباط بينهما. بل إن التفاوت الطبقي بينهما يمنع ذلك وسرعان ما اضطر الأمير إلى التخلي عنها.
بعد خمس سنوات تعلمت الفتاة الدرس المرير للحقيقة الأبدية، "إن ثمن الخطيئة هي الموت". إنها موت للروح على أي حال. نزلت إلى أدنى المستويات وتم القبض عليها في حانة روسية متواضعة. وبينما كانت تُحمل إلى المحكمة، مرت بالأمير ديمتري، الذي رأى الآن النتيجة الرهيبة لخطاياه. "يبدأ في التوبة ويحاول الدفاع عن قضيتها أمام هيئة المحلفين، لكنهم كانوا مجموعة قاسية لا تعير أي اهتمام للحجج المؤيدة أو المعارضة، وبقوة العادة صوتوا على إرسالها إلى سيبيريا. يتم جرها إلى الاحتجاز وحشرها مع الكثير من المساجين التعساء الذين لا يشبهون البشر بأي شكل من الأشكال.
يقرر الأمير التائب التضحية بحياته لتصحيح الخطأ الذي ارتكبه، ويزورها ويسلمها نسخة من الكتاب المقدس. لا تتعرف عليه في البداية، ولكن عندما تعرفه، تغضب بشدة وتضرب جسده ووجهه بقبضتيها والكتاب. يتركها وتجلس مكتئبة على المقعد والكتاب على حجرها. بعد فترة وجيزة تقلب صفحاته وتقع عيناها على المقطع (يوحنا 11: 25)، "وقال لها يسوع. أنا القيامة والحياة. من آمن بي، ولو مات فسيحيا". في لحظة يتغير كيانها بالكامل. هناك أمل في خلاصها، وتستمر في القراءة. يصل الحراس ونراها بعد ذلك مع الفقراء التعساء وهم يتجولون بصعوبة عبر السهوب المغطاة بالثلوج نحو الهدف الذي لا يعود منه سوى القليل. تصبح ملاكًا خادمًا، وتشاركهم راحتها. في تلك الاثناء حصل الأمير على قرار العفو عنها وسارع في أعقابها، توسل إليها أن تعود معه كزوجة له. ومع ذلك تفضل أن تعمل على خلاصها بمساعدة تلك النفوس الفقيرة التي تعتبر اللطف نعمة لا توصف، وتودعه، وتتخلى عن العالم من أجل ايمانها، راكعة على الثلج عند سفح الصليب المقدس.

## طاقم العمل
- آرثر ف. جونسون - الأمير دميتري
- فلورنسا لورانس - كاتوشا
- ماريون ليونارد - سجين
- أوين مور - في المحكمة/في السجن
- ماك سينيت - في المحكمة/حارس/في النزل
- كلارا تي. براسي
- تشارلز أفيري

## روابط خارجية
- القيامة  في قاعدة بيانات الأفلام على الإنترنت (بالإنجليزية)